# Scopula uniformis
Scopula uniformis är en fjärilsart som beskrevs av Rudolf Pinker 1968. Scopula uniformis ingår i släktet Scopula och familjen mätare. Inga underarter finns listade.